# Orazio Comes
Orazio Comes (1848-1917) fue un micólogo italiano, pionero en la taxonomía de los hongos de la región italiana.
Fue Director de 1906 a 1917 del "Instituto Superior Agrario de Portici", en el cual desde 1877 había comenzado a enseñar.
Realizó estudios inherentes a la Fisiología y a la Patología Vegetal de enfermedades por hongos, sobre especies vegetales útiles agrarias.

## Algunas publicaciones
- Observations on some species of Neapolitan fungi. Grevillea 7 (43): 109-114 [N.º 1-7]
- Illustrazione delle piante rappresentate nei dipinti pompeiani, 1879
- Botanica generale ed agraria, 1884
- Crittogamia agraria, 1891
- La profilassi nella patologia vegetale, 1916

## Honores

### Epónimos
| - (Arecaceae) Chamaerops comesii Dammann ex Becc. - (Hyacinthaceae) Lachenalia × comesi Sprenger | - (Malvaceae) Gossypium comesii Sprenger - (Salicaceae) Populus comesiana Dode |

- La abreviatura «Comes» se emplea para indicar a Orazio Comes como autoridad en la descripción y clasificación científica de los vegetales.[5]